# Tyrannis

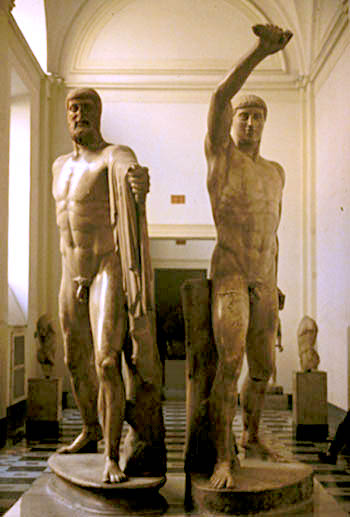
Statuen der Tyrannenmörder Harmodios und Aristogeiton. Römische Marmorkopien griechischer Bronzeskulpturen von 477/476 v. Chr. Archäologisches Nationalmuseum, Neapel

Als Tyrannis (altgriechisch τυραννίς tyrannís „Herrschaft eines Tyrannen, unumschränkte, willkürliche Herrschaft, Gewaltherrschaft“) bezeichnet man eine Herrschaftsform der griechischen Antike, die im 7. Jahrhundert v. Chr. aufkam und bis in die Zeit des Hellenismus in griechisch besiedelten Regionen des Mittelmeerraums verbreitet war.
Ihr Merkmal ist die weitgehend unumschränkte Alleinherrschaft (Monokratie) eines Machthabers, des „Tyrannen“ (griechisch τύραννος týrannos, lateinisch tyrannus), über einen Stadtstaat (Polis), teils außerdem auch über ein größeres Territorium. Da eine Monokratie in den meisten Polisverfassungen nicht vorgesehen war, war die Grundlage einer Tyrannis der faktische, meist auf Gewalt beruhende Machtbesitz, den in manchen Fällen die Volksversammlung gebilligt hatte. Zu beachten ist, dass natürlich jeder Tyrann Unterstützer hatte, auch wenn diese in den Quellen oft nicht erwähnt werden. Viele durch einen Staatsstreich bzw. im Zuge einer Stasis an die Macht gekommene Gewaltherrscher wollten eine Dynastie gründen, doch scheiterte die Vererbung der Führungsstellung oft schon in der Generation ihrer Söhne.
Traditionell unterscheidet man in der Altertumswissenschaft die „ältere Tyrannis“ der Zeit vom 7. Jahrhundert v. Chr. bis zum Jahr 461 v. Chr. und die „jüngere Tyrannis“, die im ausgehenden 5. Jahrhundert außerhalb des griechischen Kernlandes entstand und noch im Zeitalter des Hellenismus praktiziert wurde. In der Epoche der älteren oder „archaischen“ Tyrannis war die Bezeichnung „Tyrann“ für einen Alleinherrscher noch nicht unbedingt wertend. Allerdings dominierte in Athen nach der Beseitigung der dortigen Tyrannis 510 v. Chr. eine scharf ablehnende Haltung, und in der Folgezeit erhielten die einschlägigen Begriffe stark negative Konnotationen. Dazu trugen insbesondere die staatstheoretischen Konzepte bei, die im 4. Jahrhundert v. Chr. von den Philosophen Platon und Aristoteles entwickelt wurden. In der Epoche der griechischen Klassik und im Hellenismus wurde tyrannische Machtausübung in weiten Kreisen verabscheut. „Tyrannis“ wurde ein Kampfbegriff, mit dem man die Herrschaft eines Machthabers als illegitim und unterdrückerisch anprangerte, während sich niemand selbst als Tyrann bezeichnete oder verstand. Erfolgreicher Widerstand gegen einen (tatsächlichen oder angeblichen) Gewaltherrscher im Namen einer aristokratisch oder demokratisch aufgefassten „Freiheit“ brachte Ruhm. Man verherrlichte den Tyrannensturz oder Tyrannenmord als Großtat, die straffrei blieb.
Bei den Römern dominierte seit der gewaltsamen Beseitigung des römischen Königtums eine sehr negative Bewertung der Monarchie. Als der Einfluss der griechischen Kultur zunahm, verband sich in gebildeten Kreisen die traditionelle antimonarchische Gesinnung der römischen Republikaner mit der griechischen Tyranniskritik. Seit der Spätantike war tyrannus dann ein Synonym zu Usurpator. Im Mittelalter und in der Frühen Neuzeit wirkte sich die Tyrannenfeindschaft bedeutender antiker Autoritäten stark aus und beeinflusste die Debatten über gerechte und ungerechte Herrscher und über den Tyrannenmord.
Die moderne Forschung betont gegenüber den vereinheitlichenden antiken Theorien die Vielfalt der Ausprägungen „tyrannischer“ Herrschaft in der griechischen Staatenwelt. Sie untersucht die Zusammenhänge zwischen der politischen Machtkonzentration und den sozialen und wirtschaftlichen Verhältnissen. Intensiv diskutiert wird vor allem die verfassungsgeschichtliche Relevanz der älteren Tyrannis und der zahlreichen heftigen Machtkämpfe um die Alleinherrschaft in der archaischen Zeit. Einer Forschungsrichtung zufolge handelt es sich nur um verfassungshistorisch relativ unwesentliche persönliche Auseinandersetzungen innerhalb einer dünnen aristokratischen Führungsschicht. Nach einer anderen Interpretation schwächten die Tyrannen die Macht der Adelssippen und wurden damit unwillentlich zu Wegbereitern eines sozial aufsteigenden Bürgertums. Umstritten ist die Annahme, dass die Tyrannis eine notwendige Voraussetzung für die Weiterentwicklung der staatlichen Institutionen bildete, insbesondere für die spätere Entfaltung der attischen Demokratie.

## Etymologie und Begriffsgeschichte
Das Wort tyrannos ist die gräzisierte Form eines Ausdrucks, den die Griechen um die Mitte des 7. Jahrhunderts v. Chr. als Lehnwort wohl aus einer kleinasiatischen Sprache übernahmen. Auf welchem Weg und durch welchen Umformungsprozess dies geschah, ist unklar und in der Forschung umstritten. Den Ausgangspunkt der etymologischen Entwicklung bildete nach der heute vorherrschenden Hypothese der Titel tarwanis, der im Hieroglyphen-Luwischen inschriftlich bezeugt ist. Die ursprüngliche Bedeutung dieses Wortes war „Richter“ oder „der Gerechte“, anscheinend mit der Konnotation von sozialer Gerechtigkeit und Wahrung der Rechte von Schwächeren. Als Titel ist tarwanis erstmals in Nachfolgestaaten des im frühen 12. Jahrhundert v. Chr. zusammengebrochenen hethitischen Großreichs belegt. Dort hatte der Ausdruck drei Bedeutungen. Er war erstens ein zusätzlicher Titel der Herrscher, die sich als Könige bezeichneten, zweitens ein Titel autonomer nichtköniglicher Herrscher und drittens die Bezeichnung für das erbliche Amt sehr hochrangiger „Diener“, die mit der Herrscherfamilie durch Heiraten versippt waren. Es kam vor, dass ein solcher „Diener“ als Usurpator auftrat und seinen königlichen Herrn entmachtete.
Das Bindeglied bei der Vermittlung des luwischen Begriffs ins Griechische bildete nach der dominierenden Lehrmeinung sein Gebrauch im Königreich Lydien in Westkleinasien, dessen Sprache wie das Luwische zu den anatolischen Sprachen gehört und dessen Kultur mit der griechischen verbunden war. Dort hatte um 685/680 v. Chr. der Höfling Gyges den König Sadyattes I. (Kandaules) ermordet, die Königswürde übernommen und die Dynastie der Mermnaden begründet. Offenbar führte Gyges den Titel tarwanis, der vielleicht bereits in seiner Familie erblich war. Gyges war zwar ein Usurpator, doch scheint dieser Umstand bei der Übernahme seines Titels als Lehnwort ins Griechische keine Rolle gespielt zu haben, denn anfänglich nannten die Griechen jeden Alleinherrscher tyrannos, auch einen unzweifelhaft rechtmäßig regierenden König. Das ursprüngliche Bestimmungsmerkmal der griechischen Tyrannis, die alleinige Herrschaft, wurde zwar nicht zwangsläufig negativ bewertet, doch als Titel oder Selbstbezeichnung wurde tyrannos nie verwendet; im Gegensatz zum luwischen und lydischen Sprachgebrauch galt der Ausdruck im griechischen Sprachraum nicht als so ehrenvoll, dass er sich zur Selbstdarstellung geeignet hätte.
Die ältesten Belege für das griechische Wort tyrannis finden sich in der Lyrik des 7. Jahrhunderts v. Chr. Offenbar bestand ein Bedarf für dieses Lehnwort, da die Griechen selbst damals noch keine Bezeichnung für einen Alleinherrscher kannten. Anfangs war damit noch keine implizite Anrüchigkeit verbunden, doch im frühen 6. Jahrhundert kam auch schon eine stark abwertende Verwendung von tyrannos vor. Im Lauf der „archaischen“ Epoche, die bis um 500 v. Chr. dauerte, gewann das Konzept der Tyrannis klare Konturen. Ab dem 6. Jahrhundert verstand man darunter in erster Linie eine Regierungsform, bei der ein Einzelner einen Staat beherrscht, in dem eine solche Alleinherrschaft eigentlich nicht vorgesehen ist. Bis zum 4. Jahrhundert v. Chr. wurden tyrannos und die davon abgeleiteten Wörter sowohl in abwertendem Sinn als auch neutral verwendet, doch dominierten die negativen Implikationen im Lauf der Zeit immer stärker. Zunehmend verband man mit Tyrannis die Konnotationen von fehlender Legitimation, Zerstörung der rechtmäßigen Staatsordnung, Anmaßung, Überheblichkeit und Gewalttätigkeit. Reichtum und ein teils kritisch bewerteter Luxus gehörten von Anfang an zu den assoziierten Vorstellungen. Nun wurde die tyrannis als negative Form der Alleinherrschaft mit der basileia (Königtum) kontrastiert.
Im 4. Jahrhundert rückte der philosophische, publizistische und umgangssprachliche Sprachgebrauch die moralische Bedeutung der Wörter Tyrann, Tyrannis und tyrannisch derart in den Vordergrund, dass sie über den staatsrechtlichen Sachverhalt, die Missachtung der herkömmlichen Staatsordnung, kaum noch etwas aussagten. Nicht mehr die mangelnde Legalität, sondern die harte und willkürliche Handhabung eines Amtes oder einer Herrschaft machte nun in erster Linie den „Tyrannen“ aus. Diese Bedeutungsverschiebung verfestigte sich in den folgenden Jahrhunderten. Es war nun üblich, missliebige Politiker oder traditionelle Herrscher wegen der Art ihrer Machtausübung oder wegen ihres Charakters als Tyrannen zu schmähen. Die Bezeichnung wurde also zunehmend subjektiv und polemisch gebraucht: Ein Tyrann war nun jeder Machthaber, dessen Legitimität man bestreiten wollte. In diesem Sinne wurden auch Könige wie Philipp II. von Makedonien und Alexander der Große sowie Beamte, Statthalter oder Besatzungskommandanten von Gegnern als Tyrannen verunglimpft.
Mitunter diente der Plural tyrannoi zur Brandmarkung einer Gruppe, die beschuldigt wurde, eine tyrannisartige Willkürherrschaft auszuüben. Hintergrund war dann meist eine Stasis. Das wohl erste und zugleich bekannteste Beispiel für diese Begriffsverwendung ist das Gremium der „Dreißig“, eine Gruppe von oligarchischen Politikern, die in Athen nach der Niederlage im Peloponnesischen Krieg die Macht an sich rissen und 404/403 v. Chr. eine Terrorherrschaft in der Stadt ausübten. Diese Gruppe wird in gegnerischen Quellen als „dreißig Tyrannen“ geschmäht. Hier handelt es sich nicht um eine Alleinherrschaft, vielmehr geht es nur um die Vorstellung von Willkür, Unrecht und Grausamkeit, die man mit dem Wort tyrannos verband. Angeblich bekannte sich ein radikaler Flügel der Oligarchen offen dazu, dass sie sich als Gruppe so zu verhalten gedächten, wie es ein Tyrann täte.
In der etruskischen Sprache bedeutet der Name der Liebesgöttin Turan nach einer umstrittenen Hypothese „Herrin“. Ein etymologischer Zusammenhang mit tyrannos ist vermutet worden, doch gilt diese Annahme als sehr zweifelhaft.
Das lateinische Substantiv tyrannus, die latinisierte Form des griechischen tyrannos, ist ab dem 2. Jahrhundert v. Chr. belegt. Als die Römer den griechischen Ausdruck übernahmen, implizierte er bereits in der Regel eine negative Wertung. Im Lateinischen bezeichnet tyrannus meist den ungerechten, charakterlich üblen Inhaber widerrechtlich angemaßter Macht. Allerdings kommt verschiedentlich auch eine neutrale Verwendung vor; so bei Vergil für den Helden Aeneas und bei Ovid für den Gott Neptun. In der Spätantike wurden auch römische Usurpatoren häufig als Tyrannen bezeichnet, so etwa die Gegenkaiser gegen Gallienus, die in der spätantiken Historia Augusta in Anspielung an die Gruppe der Athener Oligarchen als „dreißig Tyrannen“ charakterisiert werden.

## Die ältere Tyrannis
Die ältere Tyrannis wird auch als „archaische“ bezeichnet, weil ihr Zeitraum größtenteils in die „archaische Epoche“ der griechischen Geschichte fällt, die Frühzeit, die bis um 500 v. Chr. dauerte. Die gewaltbasierte Alleinherrschaft verbreitete sich in vielen Bereichen des griechischen Siedlungsraums, sowohl auf dem griechischen Festland als auch in der Ägäis, an der Westküste Kleinasiens und in den griechisch besiedelten Teilen Siziliens und des süditalischen Festlands. Wahrscheinlich war sie stärker verbreitet, als die für manche Gegenden dürftige Überlieferung erkennen lässt. Im ausgehenden 6. und frühen 5. Jahrhundert v. Chr. wurde die Tyrannis nach und nach fast überall, wo sie noch bestand, beseitigt, zuletzt in den 460er Jahren im italischen Bereich, wo sie noch nach 500 v. Chr. eine Blütezeit erlebt hatte.